# المعمر (الرجم)

تعديل مصدري - تعديل

المعمر هي إحدى قرى عزلة البشاري بمديرية الرجم التابعة لمحافظة المحويت، بلغ تعداد سكانها 798 نسمة حسب تعداد اليمن لعام 2004.